# Костел Святого Миколая (Київ)
Костел Свято́го Микола́я в Києві — римо-католицький костел у Києві, один з двох римсько-католицьких у місті, побудованих до 1917 року. Розташований у центрі Києва на Великій Васильківській вулиці.

## Історія

### Дореволюційний період
Костел був побудований у 1899—1909 роках у неоготичному стилі українським та польським архітектором Владиславом Городецьким за проєктом С. В. Валовського (або Воловського). Дозвіл на спорудження храму отримав граф Владислав Міхал Пій Браницький, який також надав кошти для будівництва.

### Радянський період
У 1936 році радянська влада припинила богослужіння у костелі. З будівлі зняли хрести, дзвони, скульптури, деякі вітражі, можливо передавши їх (а також ікони та начиння) Київській кіностудії як реквізит до фільмів.
21 березня 1938 року його закрили. Відтоді споруду використовували як складські приміщення.
1943 року сталася пожежа, серед можливих причин — загорілося майно у церкві або радянський артобстріл. У результаті постраждали інтер'єри, згорів перший орган.
Через три роки, після ремонту, приміщення зайняв Київський обласний архів. Частину площ усередині займали системи глушіння «ворожих» західних радіостанцій, а антени системи було розвішано ззовні на баштах костелу.
1954 року на фасаді будівлі почали першочергові ремонтно-реставраційні роботи. З 1956 по 1963 роки костел був пам'яткою архітектури.
У 1978 році за наказом Ради Міністрів УРСР будівлю костелу віддали під створення Київського будинку органної та камерної музики, який відкрили 1979 року. Для цього в Чехословаччині замовили орган компанії «Rieger-Kloss». У 1981 році було закінчено реставрацію, і того ж року в костелі почав діяти концертний зал.

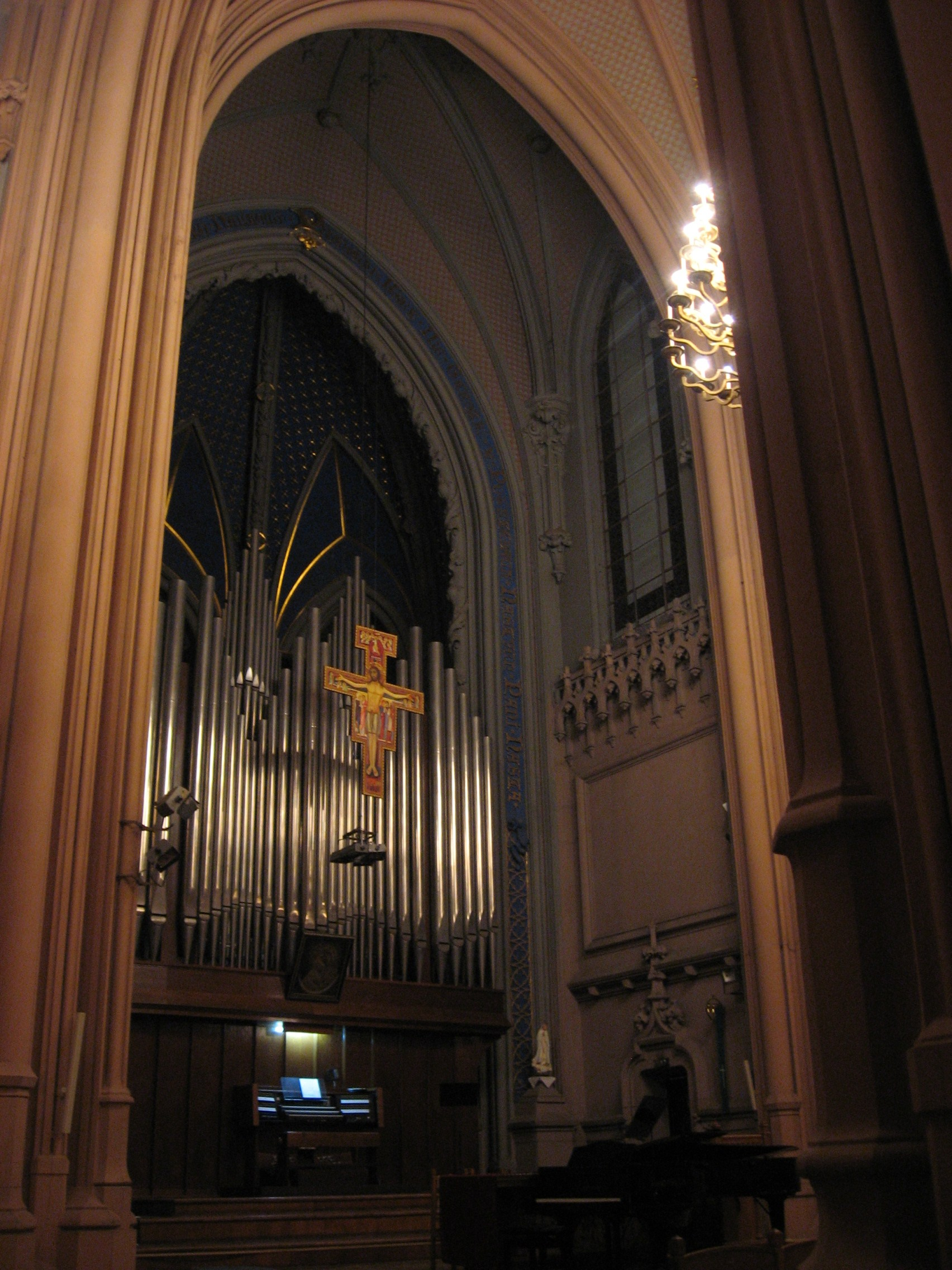
Орган (2008)
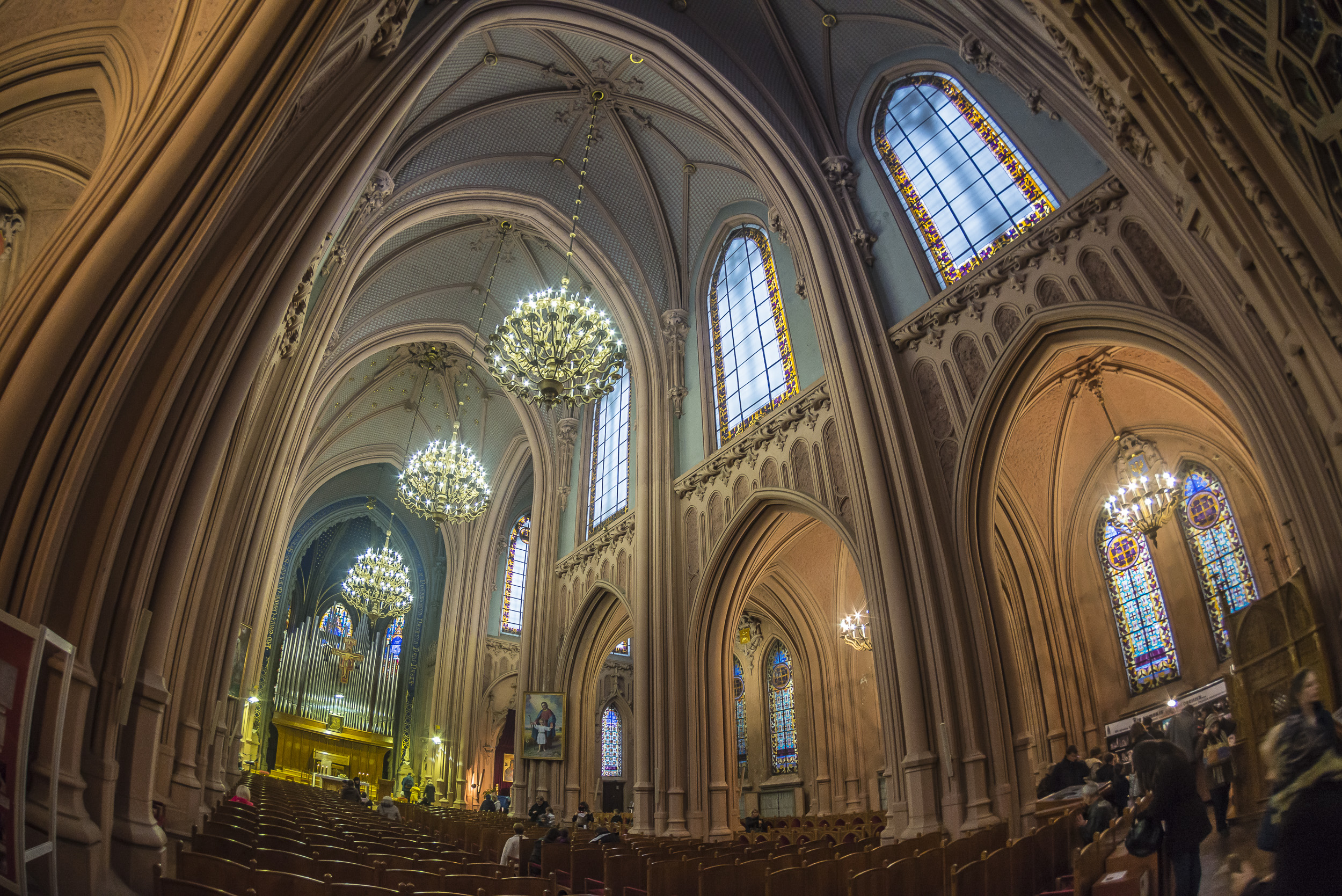
Інтер'єр (листопад 2015)
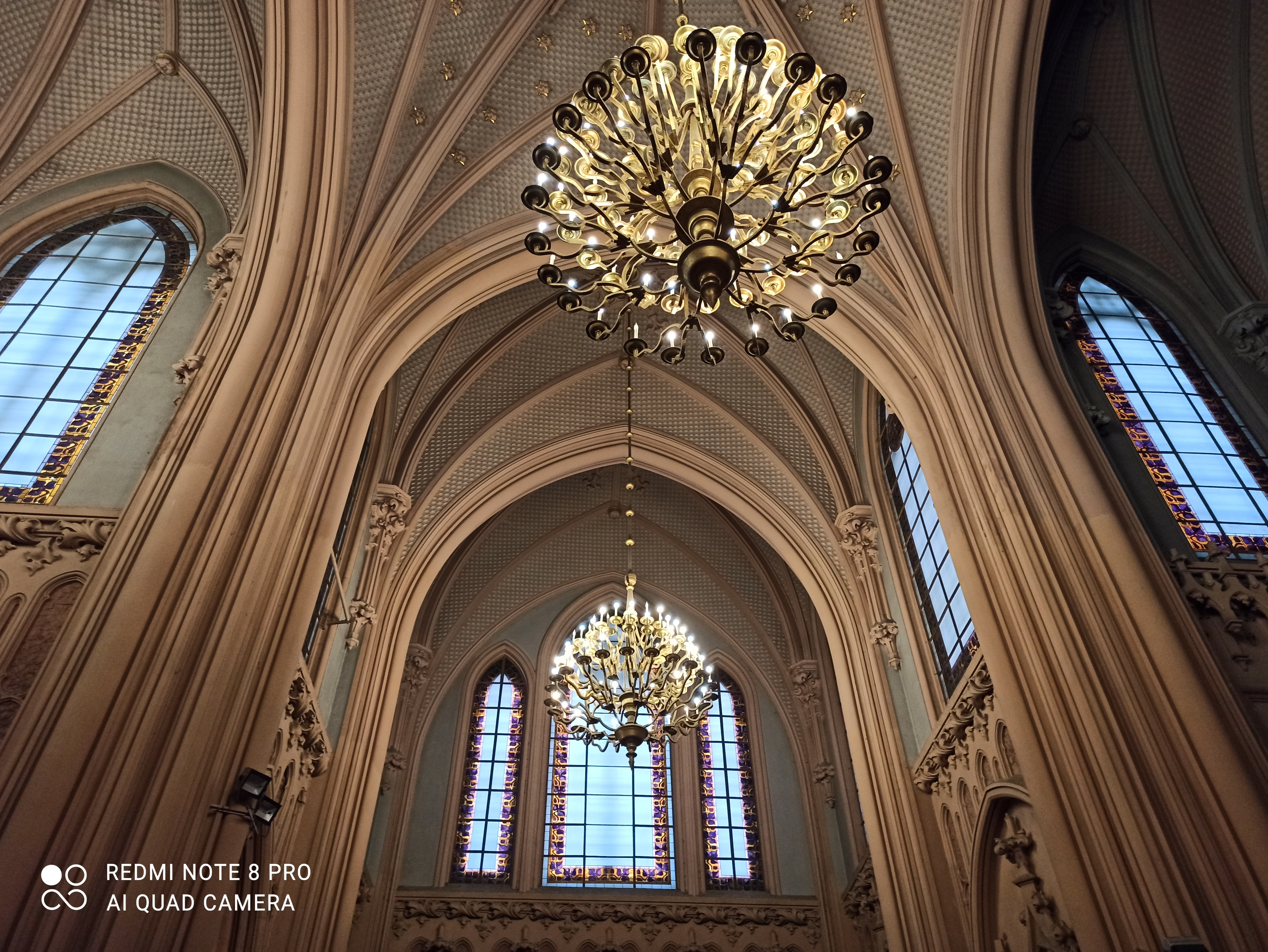
Інтер'єр (червень 2021)

### Доба незалежності
|                                                                         |  |  |
| Пам'ятна монета НБУ номіналом 5 грн, присвячена костелу Святого Миколая |  |  |

29 вересня 1991 року відбулося перше богослужіння, а 4 січня 1992 року храм знову освятили — обряд провів єпископ Ян Пурвінський. 2001 році костел відвідав Папа Римський Іван Павло II.
За часи незалежності України костел Святого Миколая поділили поміж собою Національний будинок органної та камерної музики України, як приміщення для концертів, та парафія Святого Миколая Римсько-католицької церкви в Україні, яка проводить у ньому богослужіння для релігійної громади. Влада відмовлялася передати приміщення Римсько-католицькій церкві повністю до розв'язання питання щодо нового місця розташування Органного залу.
Приміщення перебувало в аварійному стані. Міністерство культури України спланувало до кінця 2023 року реалізувати проєкт будівництва в Києві Будинку музики та перемістити до нього Національний будинок органної та камерної музики України.
Також у костелі почали службу священники зі Згромадження Місіонерів Облатів Непорочної Марії.

#### Пожежа 2021 року
Ввечері 3 вересня 2021 року в костелі виникла пожежа, площа якої сягнула 80 м². На місці події працювали 80 рятувальників та 16 одиниць техніки, які ліквідували пожежу за півтори години. Унаслідок пожежі, яка поширилася на два поверхи костелу та дах, покрівля будівлі була дуже пошкоджена, та цілком згорів унікальний орган, виготовлений з металу і дорогих порід чорного та червоного дерева. Основною версією виникнення пожежі є загоряння електропроводів всередині дерев'яного корпусу органу, яким було понад 40 років. Постраждалих серед людей не було.
За добу після пожежі українські компанії пожертвували 18 млн грн на відновлення костелу. За попередньою оцінкою Міністерства культури та інформаційної політики, відновлення костелу мало коштувати 75 млн грн, іншу частину грошей мала надати держава.

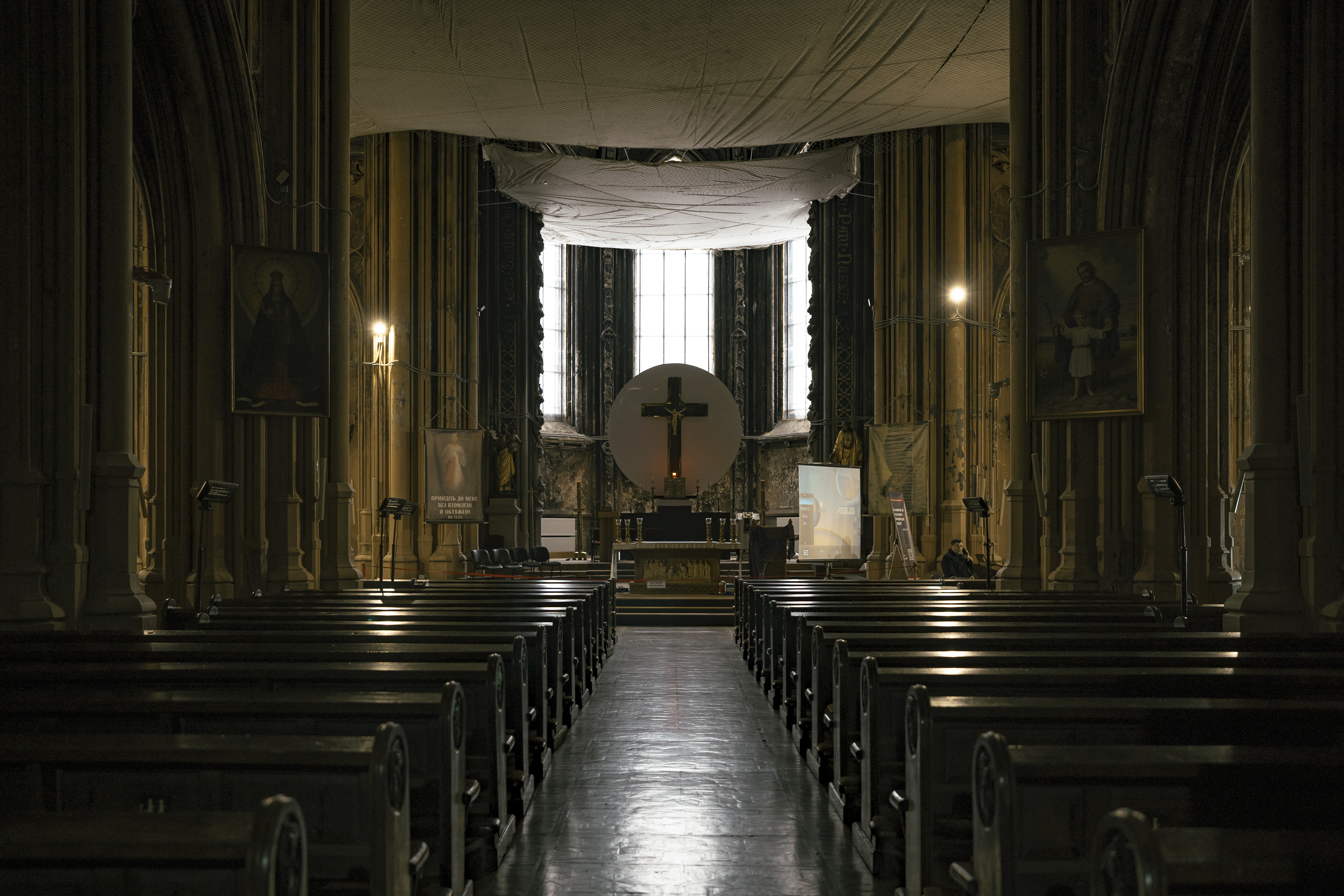
Інтер'єри (березень 2024)
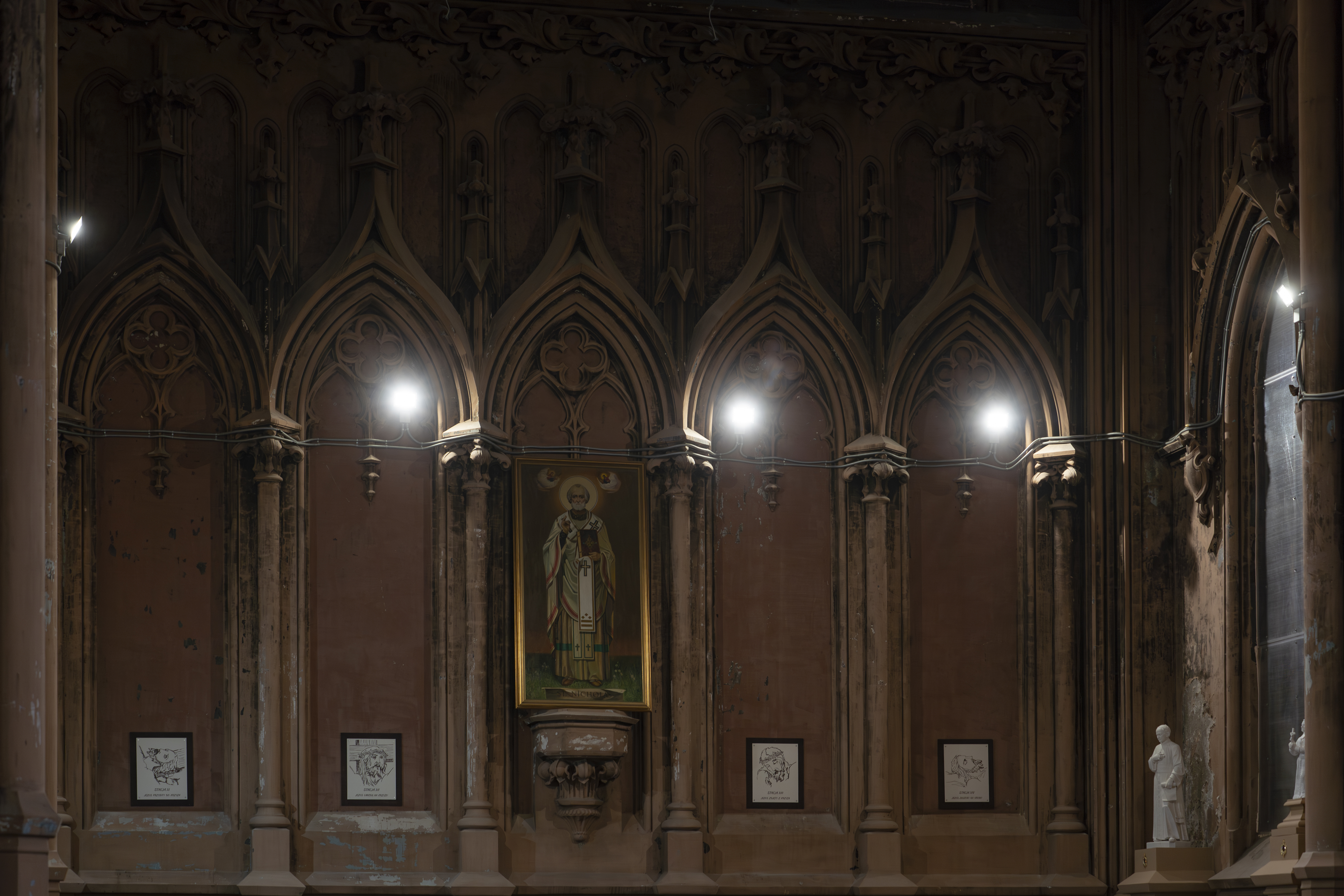
Інтер'єри (березень 2024)
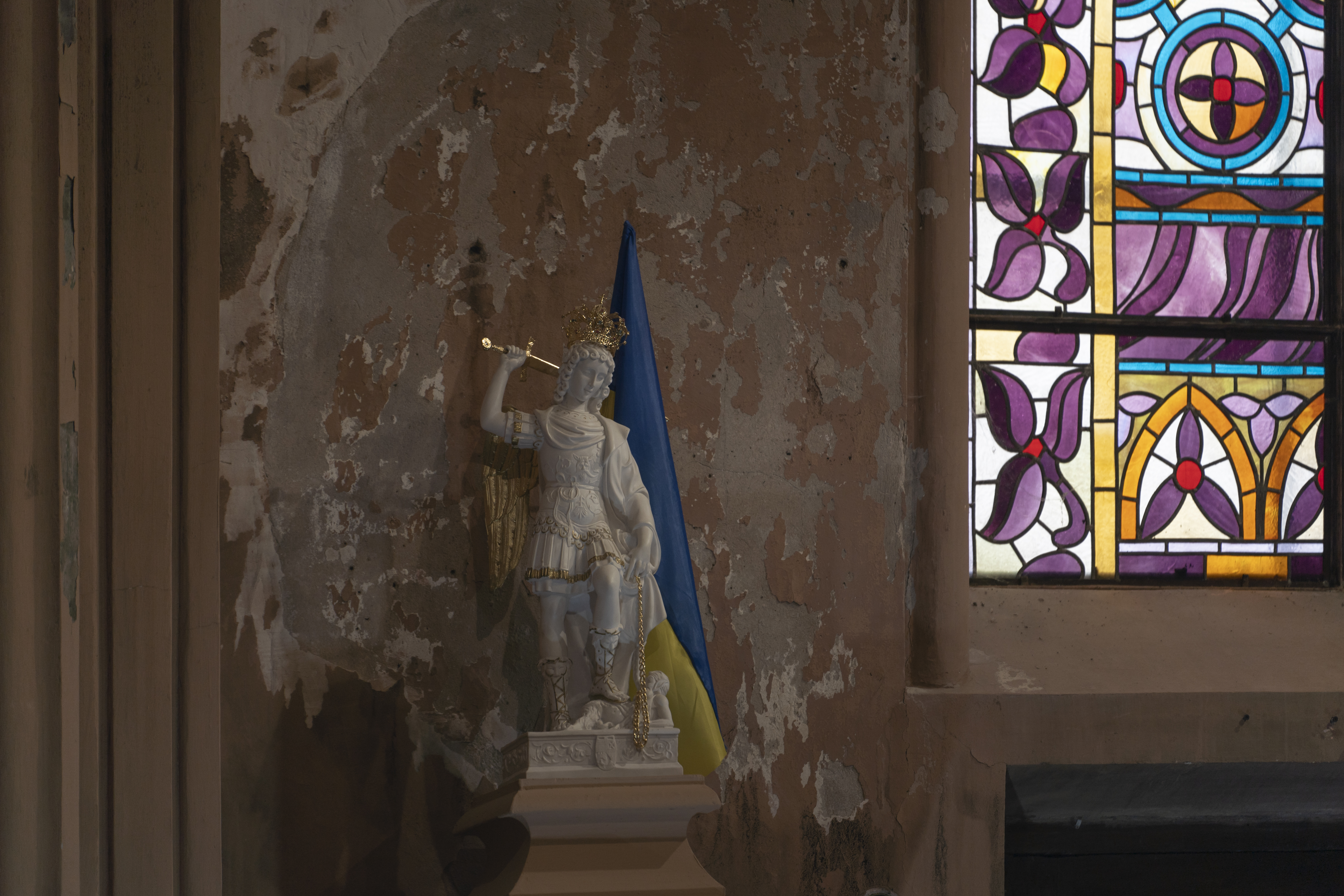
Інтер'єри (березень 2024)
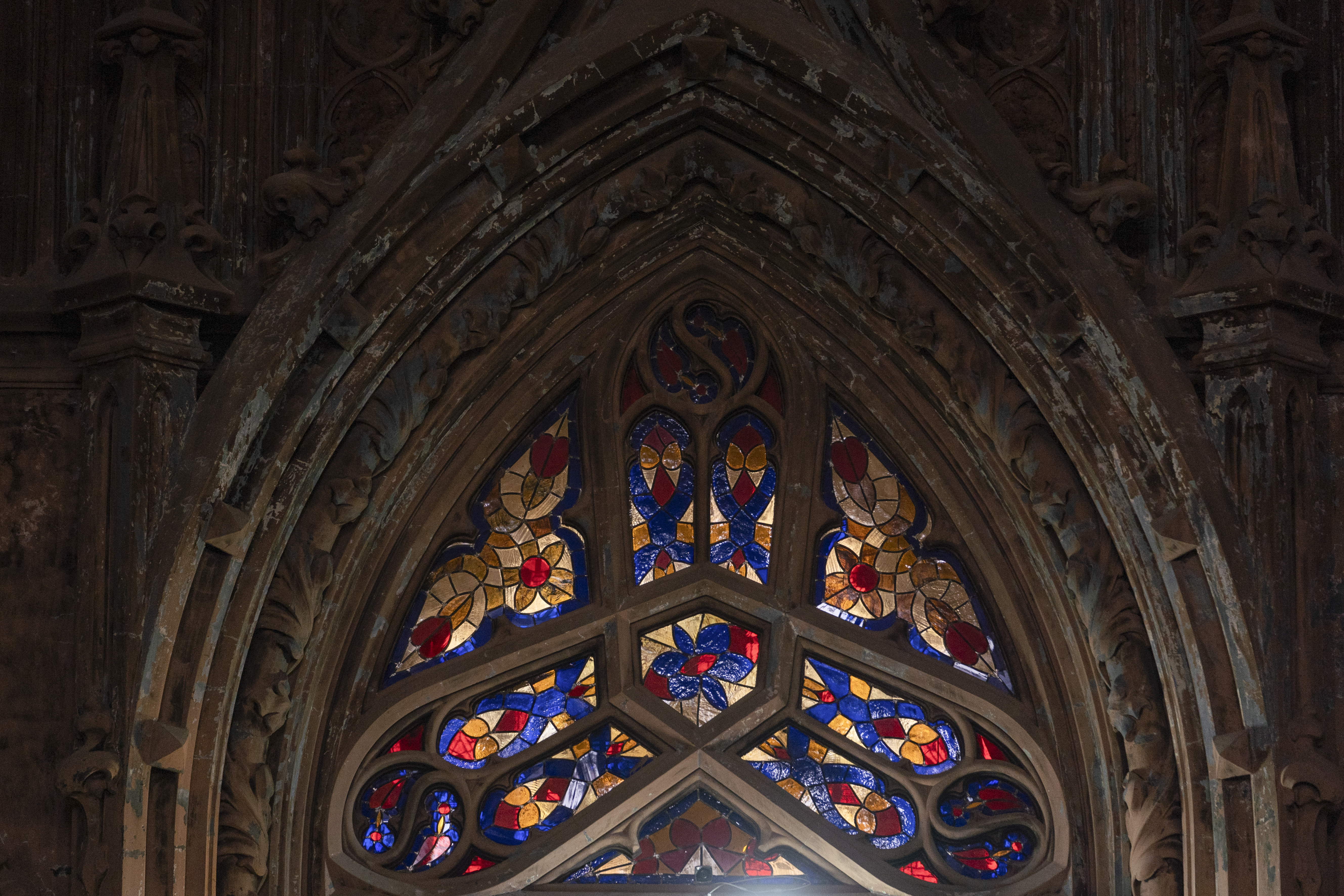
Вітраж (березень 2024)

#### Російське вторгнення в Україну
20 грудня 2024 року будівля костелу зазнала пошкоджень від уламків збитих ракет під час комбінованого удару по Києву, завданого російськими агресорами. Був пошкоджений фасад та центральний вітраж у формі готичної «троянди». Вибухова хвиля зруйнувала віконні рами сходових клітин, які ведуть до шпилів північної та південної веж, відомих як Хрестоцвіти.

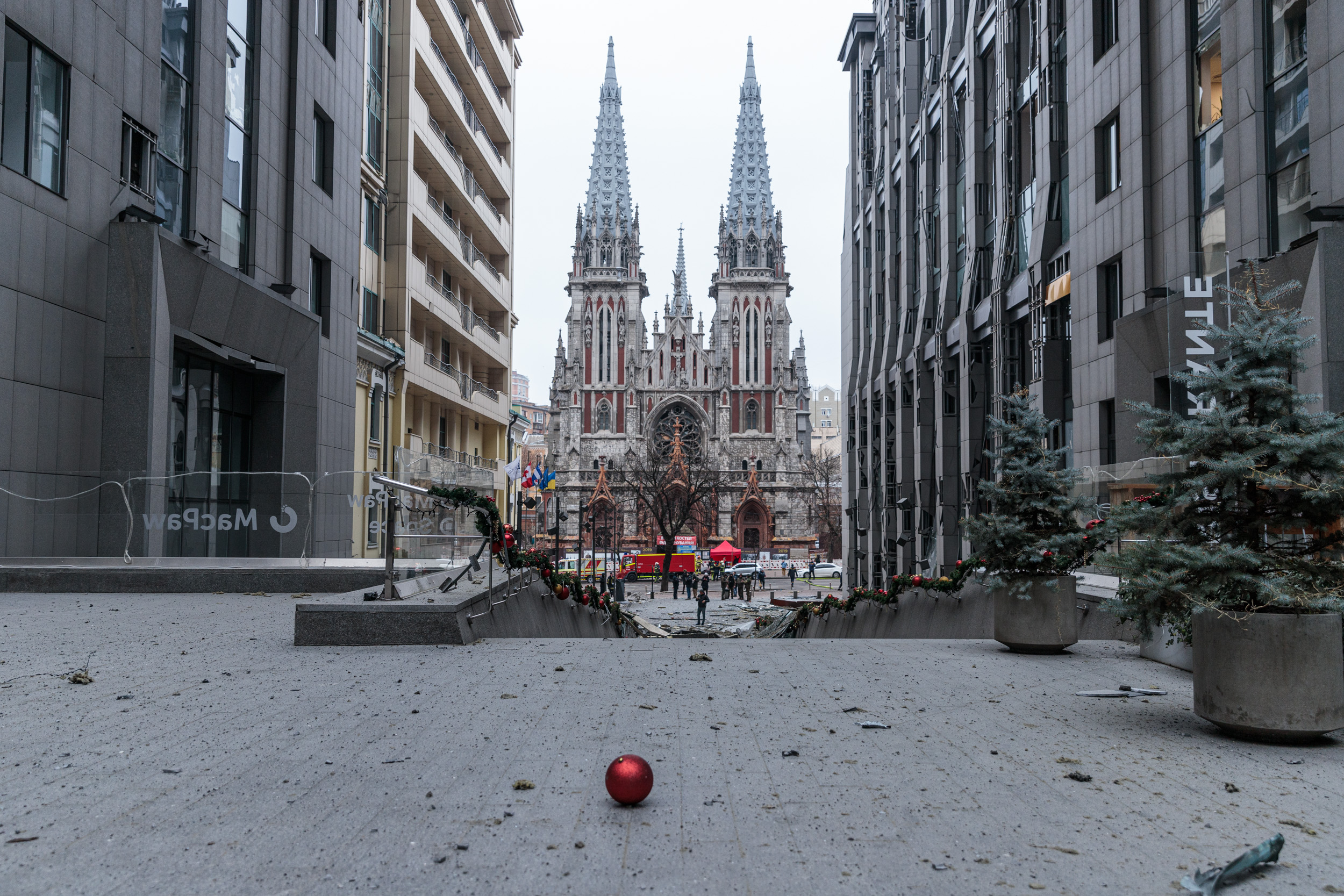
Загальний вид (грудень 2024)
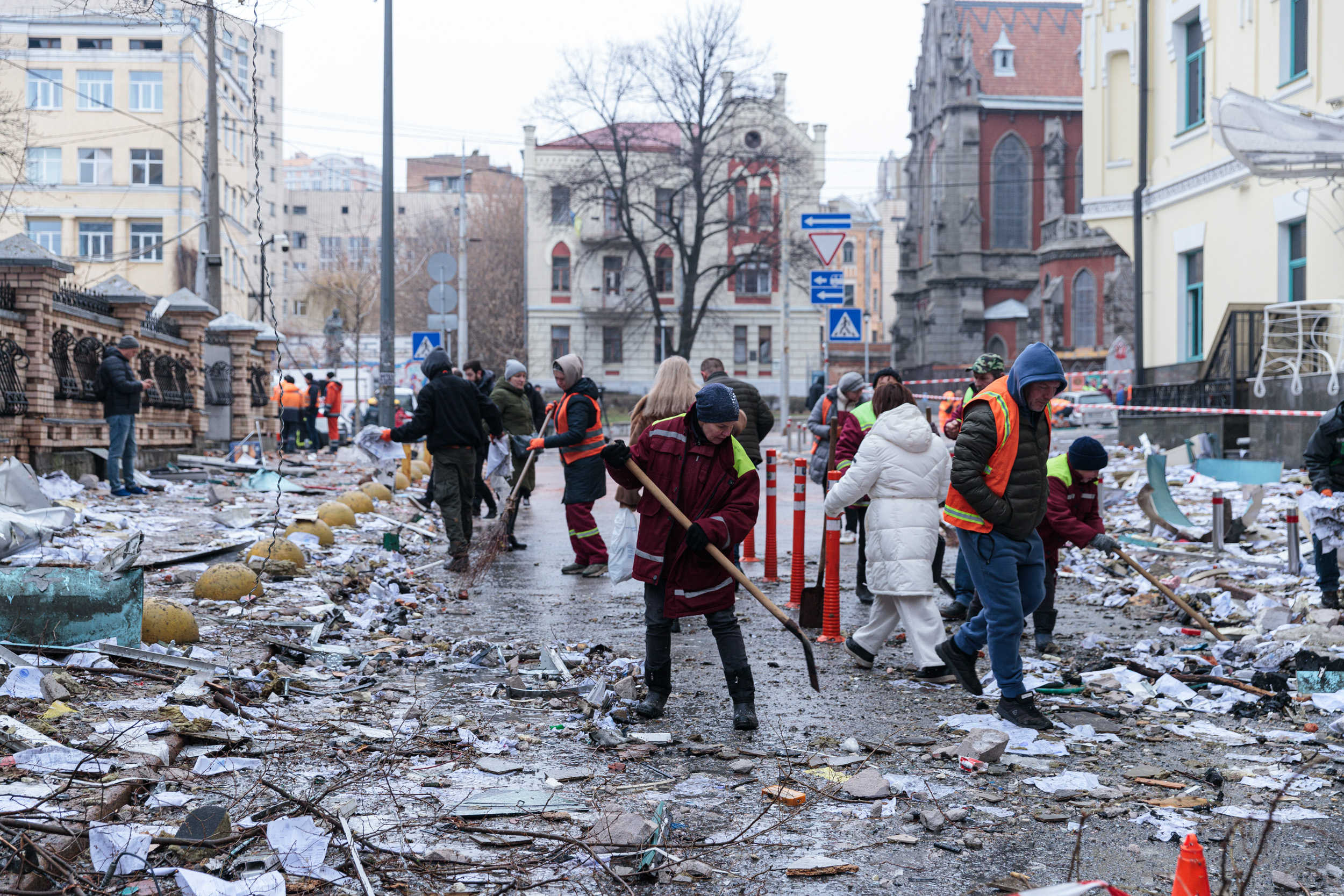
Ліквідація наслідків атаки (грудень 2024)
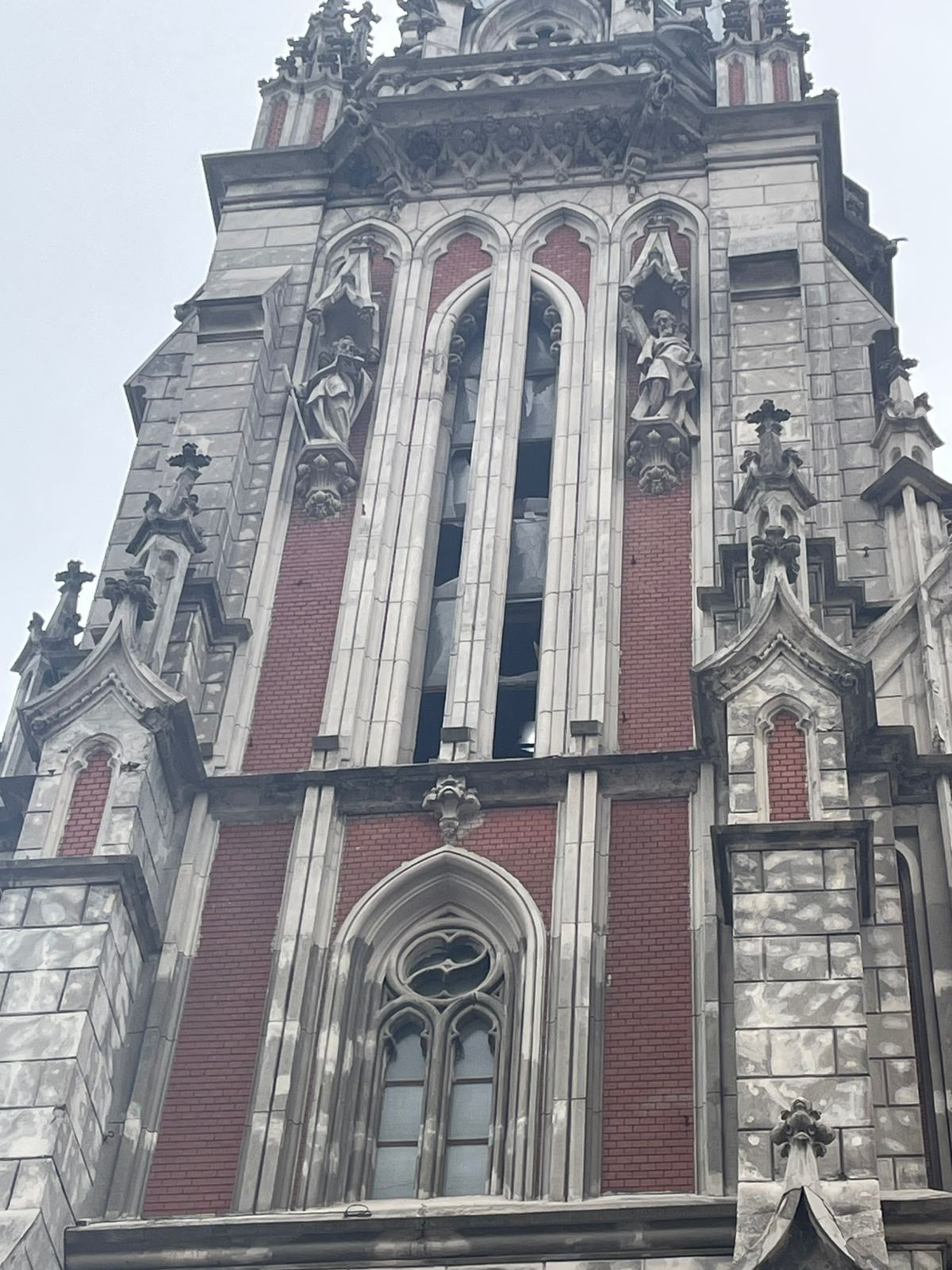
Пошкодження (грудень 2024)
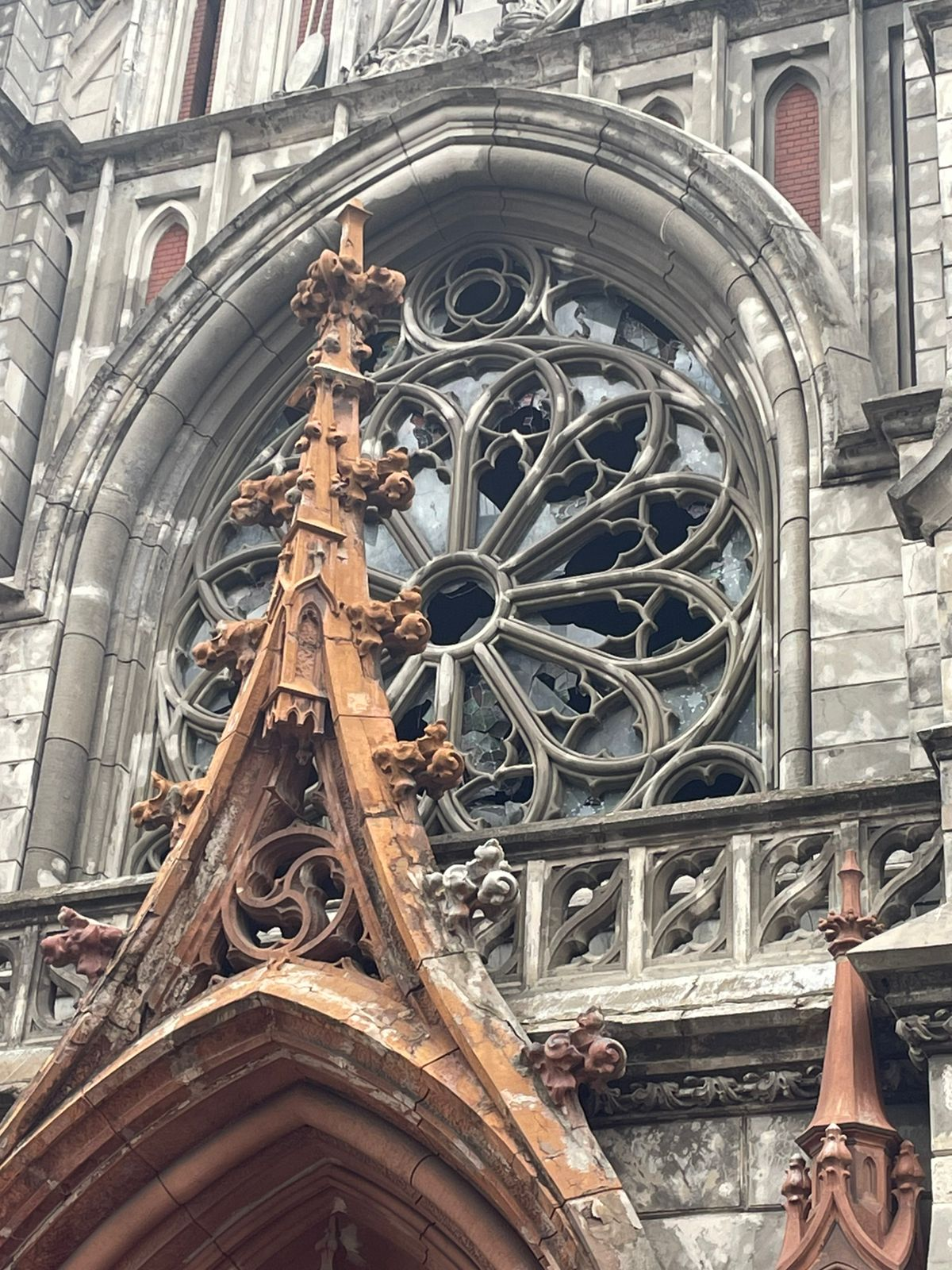
Пошкодження (грудень 2024)
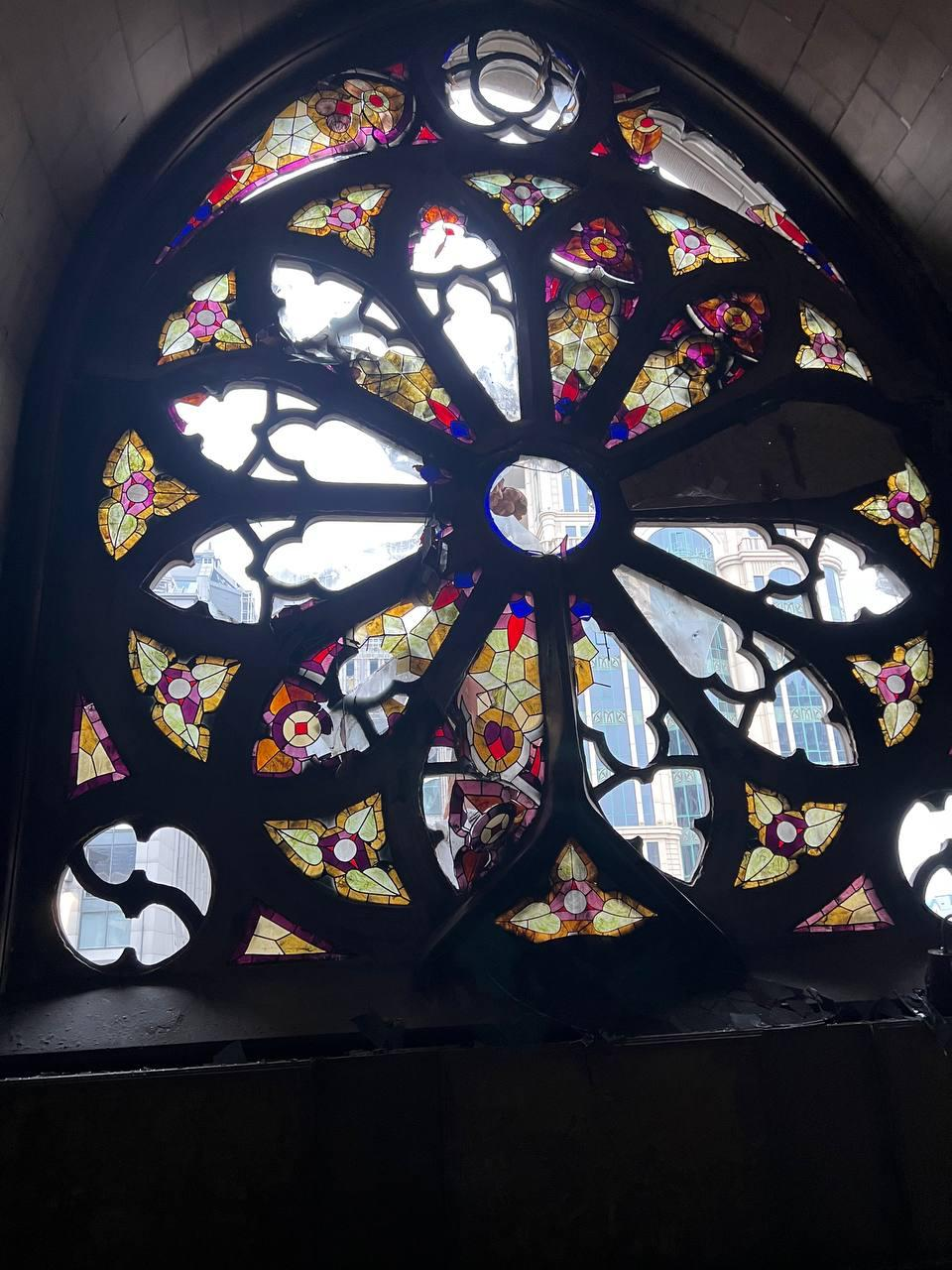
Пошкодження (грудень 2024)

За повідомленням Міністерства культури та стратегічних комунікацій України, костел планують відновити за автентичними кресленнями. Тож фахівці ретельно складають акти та оновлюють проєктну документацію, які стануть основою для подальшої реставраційної програми. Вона  поверне об’єкту культурної спадщини автентичність XIX ст. та історичну велич.

## Галерея

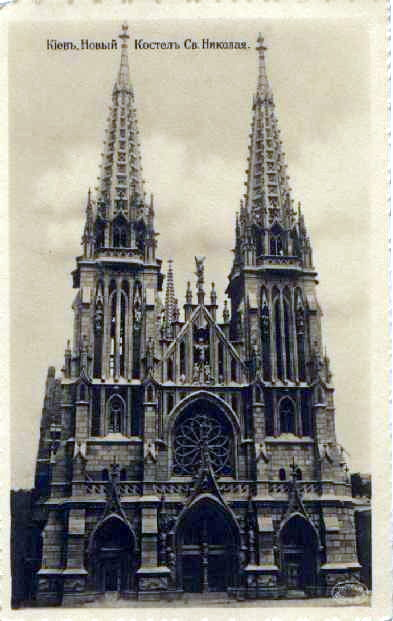
Листівка з фотографією храму
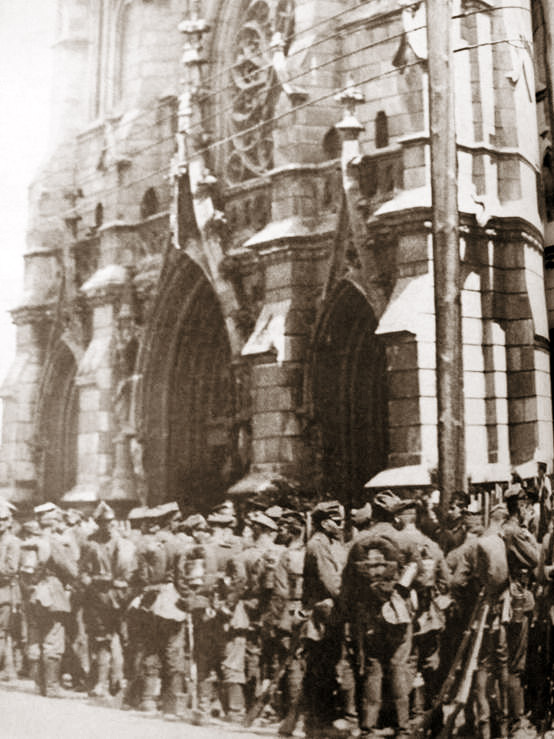
Польські вояки під костелом св. Миколая у Києві, травень 1920 р.
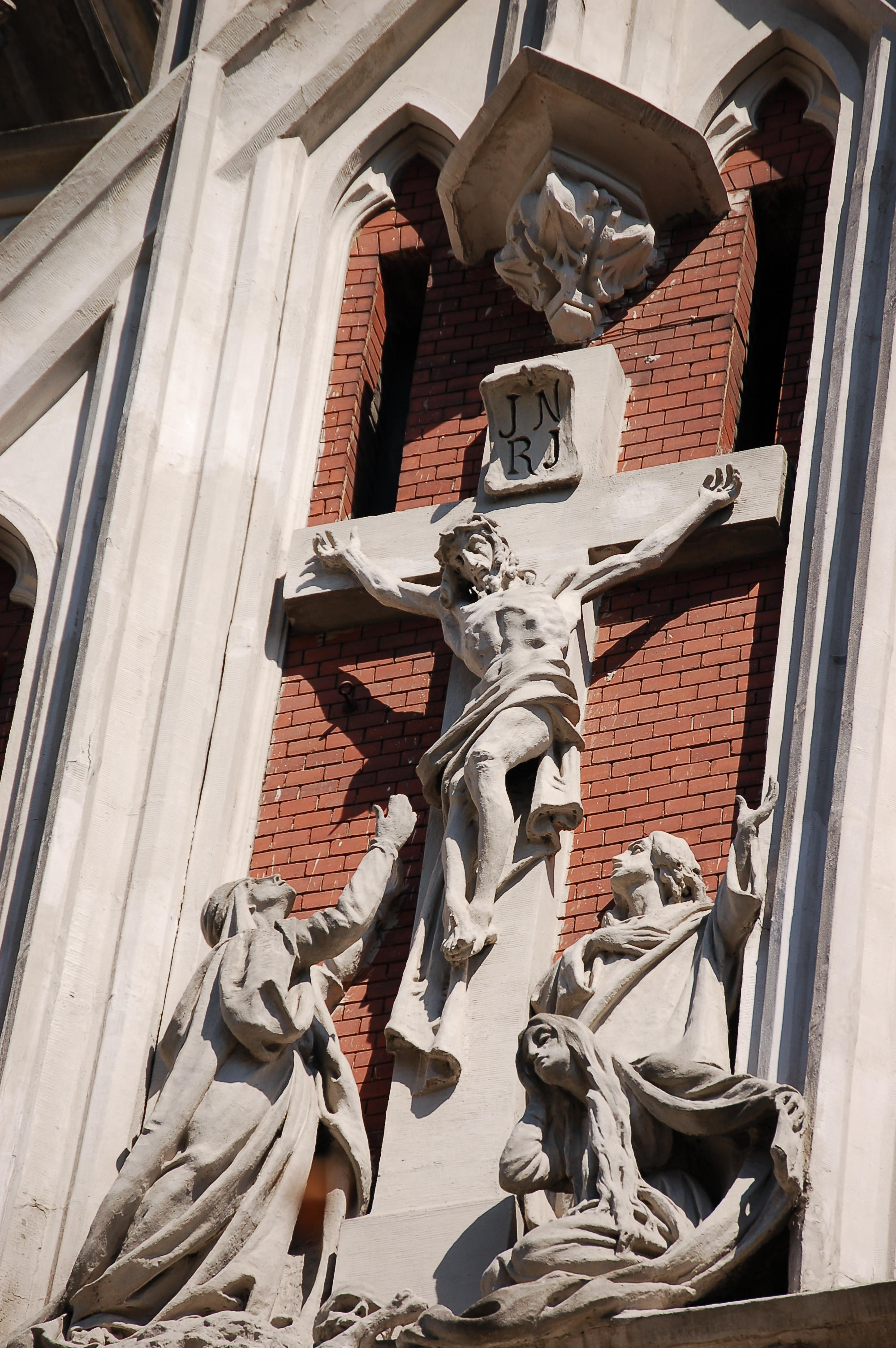
Скульптурне зображення Розп'яття
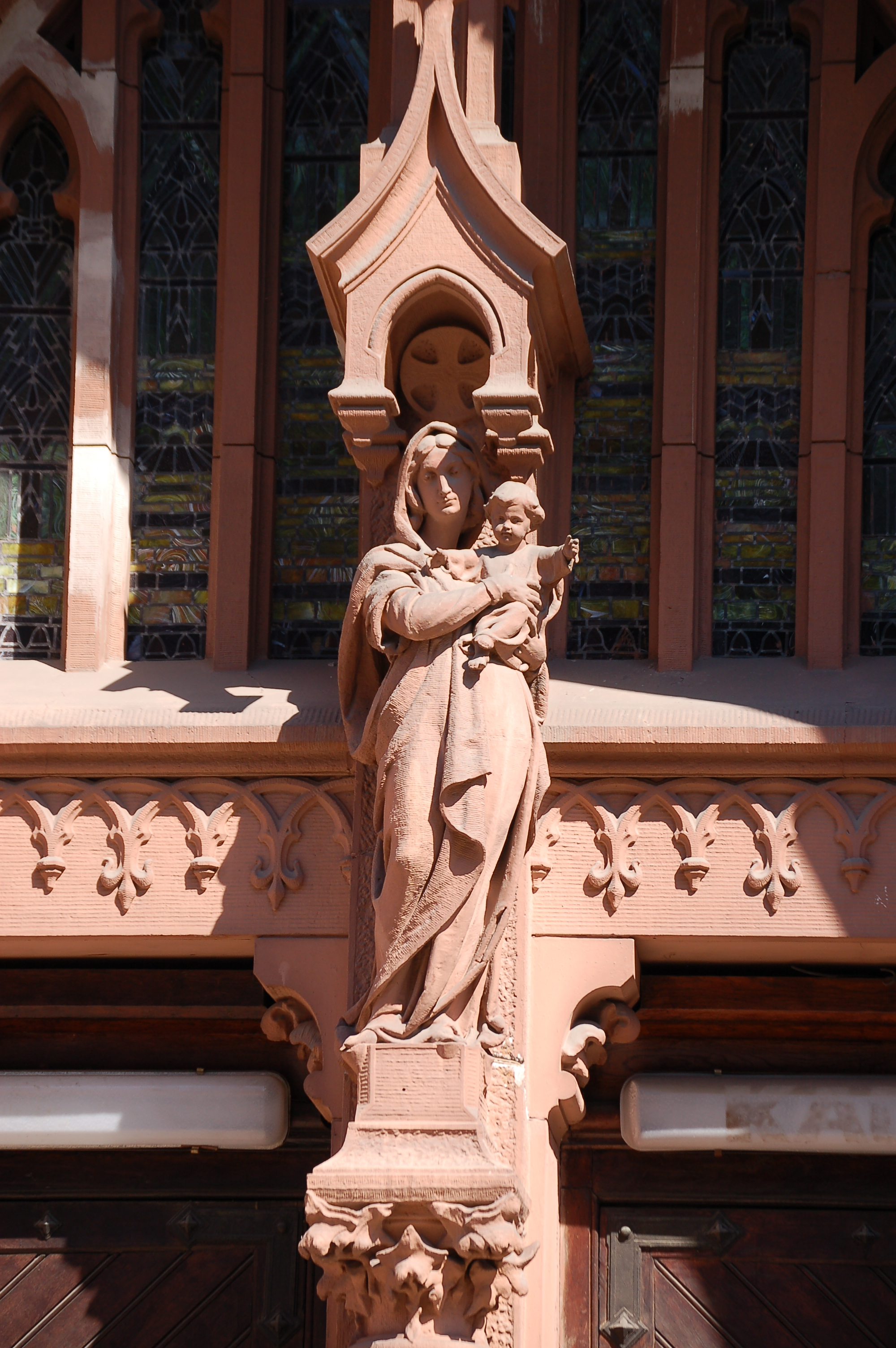
Статуя Діви Марії
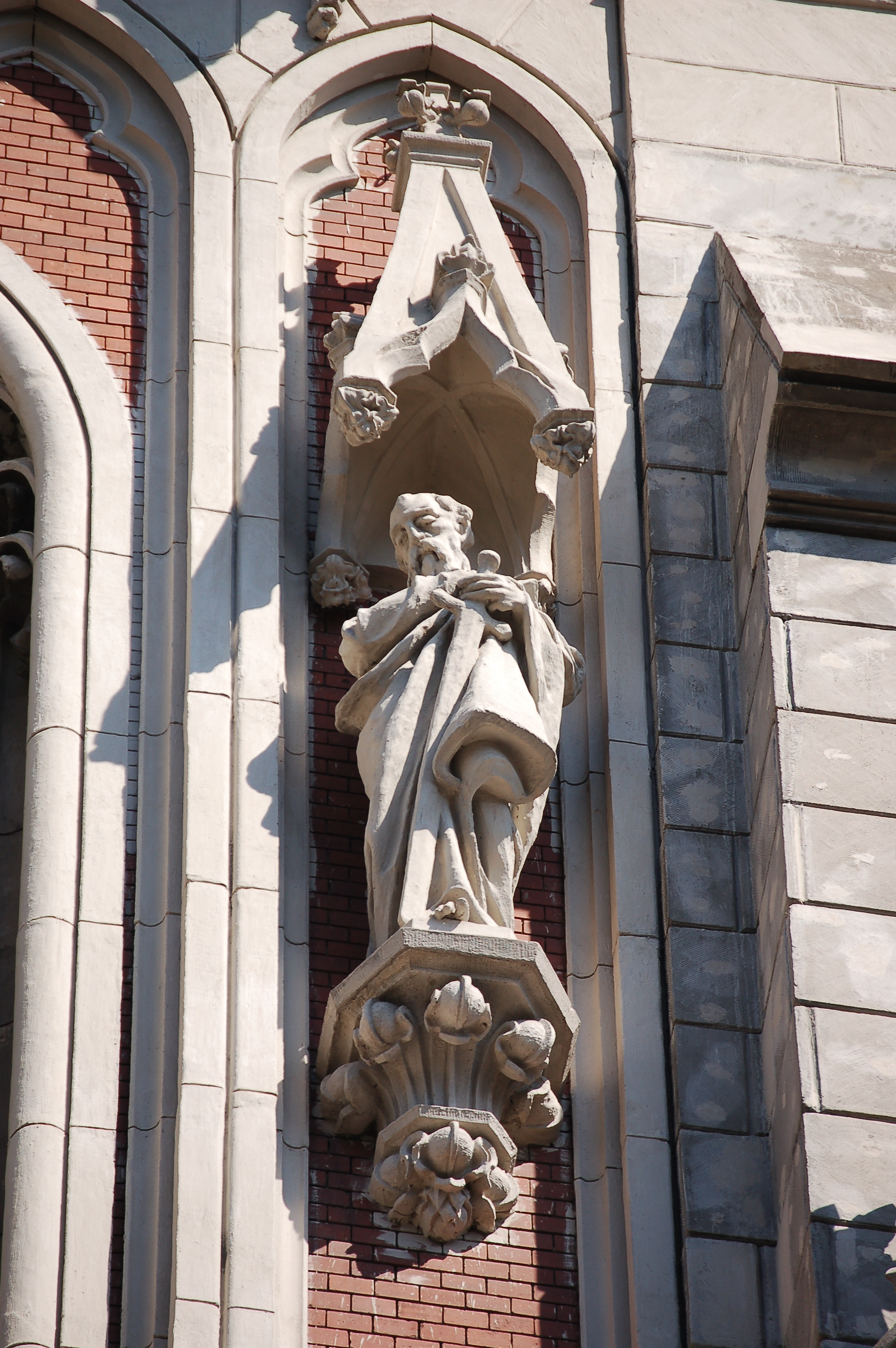
Одна зі статуй церкви
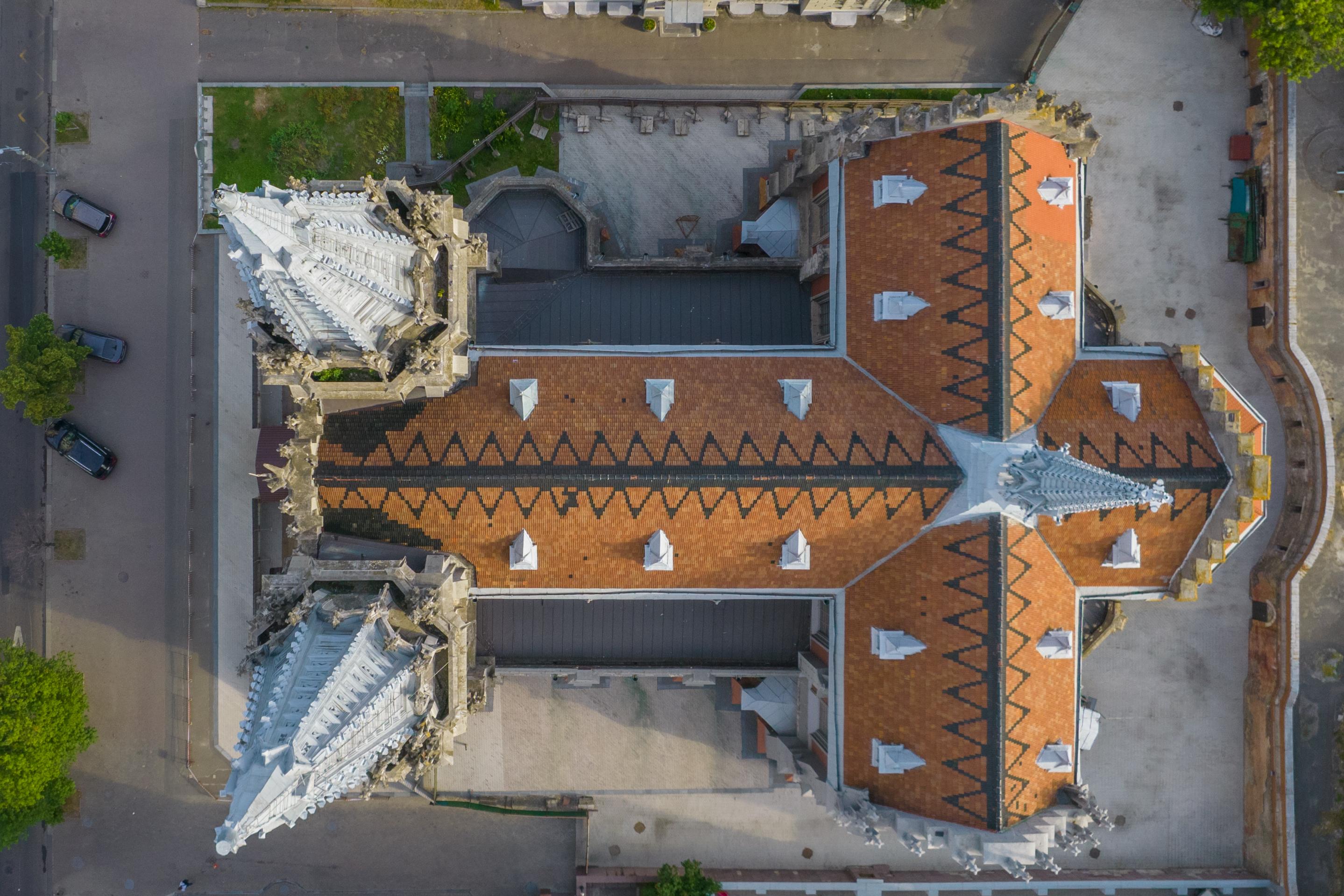
Вид зверху
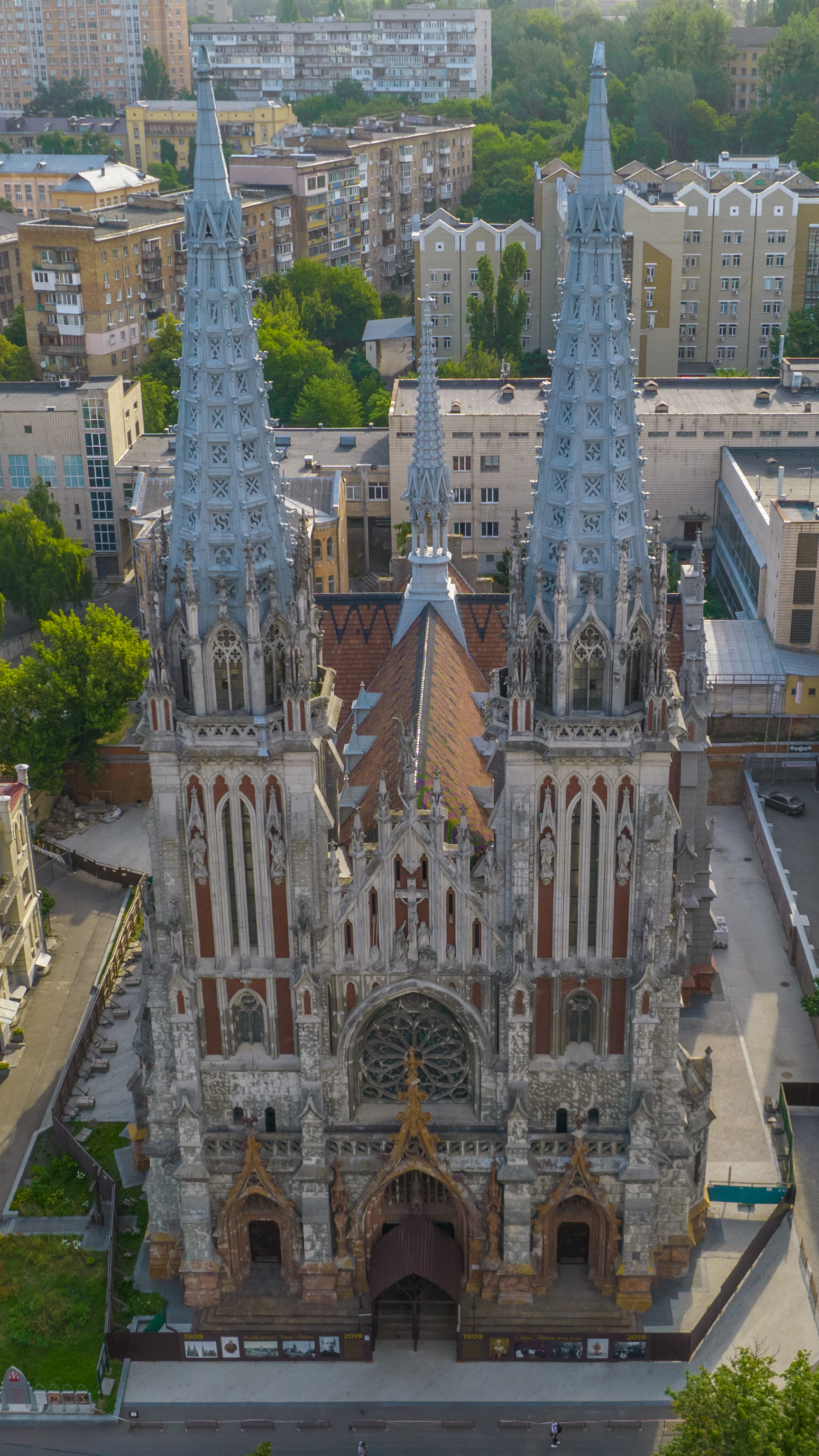
Вид на будівлю